# Colleen De Reuck
Colleen Stella De Reuck (Vryheid, 13 april 1964) is een Zuid-Afrikaanse atlete, die gespecialiseerd is in de lange afstand. Ze won verschillende nationale titels en internationale marathons. Ook nam ze viermaal deel aan de Olympische Spelen, maar won hierbij geen medailles. In 2000 kreeg ze de Amerikaanse nationaliteit.

## Biografie
In 1985 studeerde ze af aan de Universiteit van Port Elizabeth. Haar eerste succes behaalde ze in 1986 door Zuid-Afrikaanse kampioene te worden op de 10 km. Haar olympisch debuut maakte ze in 1992 en kwam hierbij uit op de marathon. Met een tijd van 2:39.03 finishte ze als negende. In 1995 won ze de marathon van Honolulu en een jaar later de marathon van Berlijn met een persoonlijk record van 2:26.35. Hierna behaalde ze diverse topvijfklasseringen bij grote internationale marathons, zoals de Boston Marathon  (1997, 1998 en 1999), Chicago Marathon (1998, 1999, 2005) en de New York City Marathon (1997).
In 2016 stapte ze over op het ultralopen. Ze finishte bij de Comrades Marathon als zevende in 6:50.21 en werd vijfde bij de Old Mutual Two Oceans in Kaapstad.
Ze is aangesloten bij Colorado Racing Club. Ze is getrouwd met haar trainer Darren De Reuck, woont in Boulder en heeft een dochter.

## Titels
- Zuid-Afrikaans kampioene 10 km - 1986
- Zuid-Afrikaans kampioene 10.000 m - 1992, 1996
- Zuid-Afrikaans kampioene veldlopen - 1992, 1994, 1996
- Amerikaans kampioene 20 km - 2009
- Amerikaans kampioene veldlopen - 2004, 2005

## Persoonlijke records
| Onderdeel      | Prestatie | Datum             | Plaats       |
| -------------- | --------- | ----------------- | ------------ |
| 10.000 m       | 32.03,81  | 5 augustus 1997   | Athene       |
| 10 km          | 31.16     | 4 juli 1996       | Atlanta      |
| 15 km          | 48.19     | 2 november 1991   | Kaapstad     |
| 20 km          | 1:05.11   | 7 september 1998  | New Haven    |
| halve marathon | 1:08.38   | 22 juli 1989      | Durban       |
| 25 km          | 1:25.15   | 14 mei 2005       | Grand Rapids |
| marathon       | 2:26.35   | 29 september 1996 | Berlijn      |

## Palmares

### 3000 m
- 1992:  Unity Games in Dakar - 9.07,50
- 1993:  Zuid-Afrikaanse kamp. in Bellville - 9.01,12
- 1998:  Boulder Planet Track Test - 9.36,56
- 1999:  Boulder Planet Invitational - 9.39,3

### 5000 m
- 1996:  Weetbix Permit Meeting in Stellenbosch - 15.24,77

### 10.000 m
- 1991:  Stellenbosch Meeting - 32.50,00
- 1992:  Zuid-Afrikaanse kamp. in Bloemfontein - 33.57,16
- 1996:  Zuid-Afrikaanse kamp. in Kaapstad - 31.56,00
- 1996: 13e OS - 32.14,69
- 1997: 8e WK - 32.03,81

### 5 km
- 1991:  Premier Milling in Pretoria - 16.32
- 1993:  Labor of Love in Denver - 16.53
- 1993:  Harvard Health Downtown in Providence - 15.36
- 1994:  Carlsbad - 15.20
- 1994: 5e Lady Foot Locker in Denver - 17.01
- 1995: 4e Lady Foot Locker in Denver - 17.02
- 1995:  Run by the River in Clarksville - 15.19
- 1995:  Twin Cities in St Paul - 16.04
- 1996:  Palm Desert - 15.36
- 1997:  Lady Foot Locker in Denver - 16.11
- 1998:  Jingle Bell Run for Arthritis in Denver - 17.01
- 2000:  Dad's Day Invitational in Dallas - 15.43
- 2000:  Arthur Andersen Bastille Day in Chicago - 15.48
- 2001:  Wild Side in Boulder - 17.54
- 2002: 5e Carlsbad - 15.30
- 2002:  Schlotzsky's Deli Bun Run in Austin - 15.29
- 2002:  Freihofer's Run for Women in Albany - 15.35,5
- 2003:  Freihofer's Run for Women in Albany - 15.40,4
- 2004:  Freihofer's Run for Women in Albany - 15.47,1
- 2006:  CU at the Outback 4th of July in Boulder - 17.36

### 10 km
- 1984: 4e Zuid-Afrikaanse kamp. in Pretoria - 35.50
- 1985: 9e Zuid-Afrikaanse kamp. in Potchefstroom - 36.29
- 1986:  Zuid-Afrikaanse kamp. in Johannesburg - 35.17
- 1987:  Zuid-Afrikaanse kamp. in Johannesburg - 35.15
- 1989:  Calder Cup/Sulin Trophy in Durban - 34.48
- 1990:  Nashua Challenge in Durban - 32.37
- 1990:  Calder Cup/Sulin Trophy in Durban - 33.30
- 1991:  Premier Triple Crown in Durban - 33.19
- 1993: 4e Bolder Boulder - 34.59
- 1993:  Peachtree Road Race in Atlanta - 32.58
- 1993:  Human Race in Ft Collins - 35.34
- 1993: 5e Tufts Health Plan for Women in Boston - 33.05
- 1994:  Mobil St Patrick's Day in Torrance - 32.24
- 1994: 4e Bolder Boulder - 35.08
- 1995:  Colorado Run in Ft Collins - 34.10
- 1996:  Redondo Beach Super Bowl Sunday - 32.11
- 1996:  Bolder Boulder - 34.01
- 1996:  Sunrise Stampede in Longmont - 36.10
- 1996:  Peachtree Road Race in Atlanta - 31.16
- 1996:  Colorado Run in Ft Collins - 33.23
- 1997:  Azalea Trail Run in Mobile - 31.29
- 1997:  Bolder Boulder - 34.02
- 1997:  Peachtree Road Race in Atlanta - 31.32
- 1997:  Colorado Run in Ft Collins - 33.29
- 1998:  Bolder Boulder - 34.06
- 1998:  Peachtree Road Race in Atlanta - 32.18
- 1999:  Azalea Trail Run in Mobile - 32.36
- 1999:  Bellin Run in Green Bay - 34.30
- 1999: 4e Peachtree Road Race in Atlanta - 32.02
- 1999:  Colorado Run in Ft Collins - 34.16
- 1999:  Tufts Health Plan in Boston - 32.55
- 2000:  Mercury News in San Jose - 32.50
- 2000:  Cooper River Bridge Run in Charleston - 32.09
- 2000:  Crescent City Classic in New Orleans - 31.58
- 2000: 4e Bolder Boulder - 33.53
- 2000:  Spar Women's in Durban - 31.38
- 2000:  Gran Pacífico in Mazatlan - 33.30
- 2000:  São Silvestre do Porto - 33.47
- 2001:  Tufts in Boston - 32.11
- 2001:  Arturo Barrios Invitational in Chula Vista - 32.35
- 2001: 5e Gran Pacífico in Mazatlán - 32.48
- 2002:  Celestial Seasonings Bolder Boulder - 33.36
- 2002: 5e Peoples Beach to Beacon in Cape Elizabeth - 32.48,0
- 2002:  Great Cow Harbor in Northport - 33.39
- 2002:  Calder Cup/Sulin Trophy in Durban - 34.59
- 2003:  Indian Summer in Boulder - 35.06
- 2003:  Great Cow Harbor in Northport - 33.09,6
- 2004: 4e Circle of Friends New York Mini - 32.50
- 2004:  Peachtree Road Race in Atlanta - 32.31
- 2005:  Texas Round-Up in Austin - 34.57
- 2005: 4e Celestial Seasonings Bolder Boulder - 33.40
- 2005:  Guidant Heart of Summer in Minneapolis - 32.53
- 2005:  Heritage Oaks Bank- Masters in Paso Robles - 33.33
- 2005:  Longmont Turkey Trot - 38.39
- 2008:  Texas Round-Up Festival- Masters in Austin - 34.17
- 2012:  Sunrise Stampede in Longmont - 37.33
- 2013:  Sunrise Stampede in Longmont - 37.20
- 2014:  Atlanta Journal Constitution Peachtree Road Race - 35.13

### 15 km
- 1981:  Capital Climb in Pietermaritzburg - 59.09
- 1987:  Stainbank Cup in Durban - 57.14
- 1989:  Stainbank Cup in Durban - 57.05
- 1990:  Zuid-Afrikaanse kamp. in Bellville - 49.11
- 1990:  Stainbank Cup in Durban - 56.09
- 1991:  Premier Triple Crown in Johannesburg - 51.55
- 1991:  Zuid-Afrikaanse kamp. in Kaapstad - 48.19
- 1991:  Stainbank Cup in Durban - 54.39
- 1993: 5e Tulsa Run - 51.41
- 1994: 4e Gasparilla Distance Classic in Tampa - 49.13
- 1995:  Utica Boilermaker - 50.28
- 2002: 4e Gate River Run in Jacksonville - 49.38,6
- 2003:  Gate River Run in Jacksonville - 49.30
- 2004:  Gate River Run in Jacksonville - 49.03
- 2005: 4e Gate River Run in Jacksonville - 49.51
- 2006: 5e Gate River Run in Jacksonville - 51.15
- 2010: 4e Gate River Run in Jacksonville - 50.51

### 10 Eng. mijl
- 1995: 5e Crim Road Race - 54.01
- 1998:  Nortel Cherry Blossom - 51.16

### 20 km
- 1998:  New Haven Road Race - 1:05.11
- 2000:  New Haven Road Race - 1:09.08
- 2001: 4e New Haven Road Race - 1:09.15
- 2002:  New Haven Road Race - 1:07.52,4
- 2003:  New Haven Savings Bank Road Race - 1:05.52,6
- 2005:  NewAlliance New Haven Road Race - 1:08.47
- 2009:  Stratton Faxon New Haven - 1:07.21

### halve marathon
- 1984: 4e halve marathon van East London - 1:18.34
- 1985:  halve marathon van Durban - 1:15.25
- 1986:  halve marathon van Durban - 1:11.33
- 1987:  halve marathon van Amanzimtoti - 1:18.15
- 1987:  halve marathon van East London - 1:13.42
- 1988:  halve marathon van Amanzimtoti - 1:25.50
- 1988:  halve marathon van East London - 1:11.22
- 1989:  halve marathon van Wellington - 1:15.22
- 1989:  halve marathon van Durban - 1:08.38
- 1990:  halve marathon van Amanzimtoti - 1:25.21
- 1990:  halve marathon van Wellington - 1:17.35
- 1990:  halve marathon van Durban - 1:12.03
- 1991:  halve marathon van Amanzimtoti - 1:19.53
- 1991:  halve marathon van East London - 1:11.36
- 1991:  halve marathon van Namakgale - 1:15.31
- 1992: 16e WK in South Shields - 1:11.46
- 1992:  halve marathon van Durban - 1:16.14
- 1993:  City-Pier-City Loop - 1:10.50
- 1993:  halve marathon van Philadelphia - 1:10.26
- 1995: 4e WK in Montbeliard - 1:10.34
- 1997:  halve marathon van Philadelphia - 1:10.06
- 1999:  halve marathon van Philadelphia - 1:10.46
- 2000:  halve marathon van Hampton - 1:11.46
- 2000:  halve marathon van Mazatlan - 1:16.48
- 2001:  halve marathon van Mazatlán - 1:16.19
- 2002:  halve marathon van Boulder - 1:24.31
- 2003:  halve marathon van Duluth - 1:10.00
- 2003:  halve marathon van Boulder - 1:19.43
- 2004:  halve marathon van Houston - 1:10.55
- 2005: 5e halve marathon van Houston - 1:14.05
- 2005: 4e halve marathon van New York - 1:23.04
- 2006: 5e halve marathon van New York - 1:11.48
- 2008: 5e halve marathon van New York - 1:12.03
- 2009:  halve marathon van Houston - 1:12.16
- 2009:  halve marathon van Melbourne - 1:13.15
- 2010:  halve marathon van New York - 1:16.26
- 2011:  halve marathon van Houston - 1:16.19
- 2012: 5e halve marathon van Boulder - 1:23.17
- 2012:  halve marathon van Boulder - 1:24.41
- 2014: 5e halve marathon van Denver - 1:22.59
- 2015:  halve marathon van Houston - 1:17.57

### 25 km
- 1987:  Stella Royal in Durban - 1:36.16
- 1988:  Stella Royal in Durban - 1:36.36
- 1991:  Stella Royal in Durban - 1:39.21
- 1994:  Pinetown - 1:27.26
- 2005:  Fifth Third River Bank in Grand Rapids - 1:25.15

### marathon
- 1992:  marathon van Kaapstad - 2:31.21
- 1992: 9e OS in Barcelona - 2:39.03
- 1994: 9e marathon van Boston - 2:31.53
- 1995: 14e marathon van New York - 2:46.18
- 1995:  marathon van Honolulu - 2:37.29
- 1996:  marathon van Berlijn - 2:26.35
- 1997:  marathon van Boston - 2:28.03
- 1997:  marathon van New York - 2:29.11
- 1998: 5e marathon van Boston - 2:29.43
- 1998:  marathon van Chicago - 2:27.04
- 1999: 4e marathon van Boston - 2:27.54
- 1999:  marathon van Boulder - 3:04.42
- 1999: 4e marathon van Chicago - 2:27.30
- 2000: 31e OS in Sydney - 2:36.48
- 2001:  marathon van Boulder - 3:02.55
- 2001: 14e marathon van New York - 2:35.31
- 2003:  marathon van St. Louis - 2:37.41
- 2003: 7e marathon van Chicago - 2:28.01
- 2004:  marathon van St. Louis - 2:28.25
- 2004: 39e OS in Athene - 2:46.30
- 2005: 4e marathon van Chicago - 2:28.40
- 2006: 13e marathon van Chicago - 2:33.18
- 2008: 6e marathon van Chicago - 2:32.25
- 2009: 7e marathon van Boston - 2:35.37
- 2009:  marathon van Saint Paul - 2:32.37
- 2010:  marathon van Kopenhagen - 2:30.51
- 2010: 13e marathon van Chicago - 2:34.12
- 2011: 37e marathon van Daegu - 2:44.35
- 2012: 35e marathon van Houston - 2:38.52
- 2013: 5e marathon van Santa Monica - 2:41.25
- 2013:  marathon van Indianapolis - 2:39.25,0
- 2016: 67e marathon van Los Angeles - 2:49.57

### veldlopen
- 1991:  Zuid-Afrikaanse kamp. in Kaapstad - onbekend
- 1992:  Zuid-Afrikaanse kamp. in Amanzimtoti - 19.53
- 1993: 23e WK in Amorebieta - 20.39
- 1994:  Zuid-Afrikaanse kamp. in Amanzimtoti - 19.50
- 1996:  Zuid-Afrikaanse kamp. in Stellenbosch - 19.28
- 1996: 5e WK in Stellenbosch - 20.21
- 1998: 15e WK in Marrakech - 26.51
- 2002:  Amerikaanse kamp. in Vancouver - 26.46
- 2003:  Amerikaanse kamp. in Houston - 29.42
- 2003: 8e WK in Lausanne - 26.49
- 2004:  Amerikaanse kamp. in Indianapolis - 26.16
- 2005:  Amerikaanse kamp. in Vancouver - 27.24,0
- 2005: 13e WK in Saint Galmier - 27.51
- 2006:  Amerikaanse kamp. in New York - 26.49
- 2006: 33e WK in Fukuoka - 27.07
- 2008: 13e Amerikaanse kamp. in San Diego - 27.31

### ultra
- 2016: 5e Old Mutual Two Oceans (56 km) - 3:53.07
- 2016: 7e Comrades Marathon (89 km) - 6:50.21